# Cardwella atar
Cardwella atar is een hooiwagen uit de familie Assamiidae.De wetenschappelijke naam Cardwella atar is gebaseerd op een publicatie van Sørensen.